# テレビカー
テレビカーとは、車内にテレビ受像機（テレビ）を設置した鉄道車両のことを指す。この名称は京阪電気鉄道（以下、京阪）のものが広く知られているほか、他社にも存在する。なお、「テレビカー」のロゴは京阪ホールディングスの登録商標（第4045693号）であるため、これと同一又は類似の標章は京阪に無許可で使用できない。
本項目ではテレビカーの歴史的経緯から、京阪を中心に記述する。

## 京阪電気鉄道
京阪では特急料金などの不要 な京阪特急の専用車両にテレビが設置されていた。

### 設置車両の変遷
テレビは、日本におけるテレビ放送の黎明期と時を同じくして登場した1800系から、登場翌年の1954年8月に白黒テレビの設置を開始し、車両側面の外板窓上に大きく朱色の書き文字で「テレビカー」と表示した。同系列に続く1810系（のちに1900系に編入）および1900系も白黒テレビである。ただし、大阪方先頭車（制御車）に設置した1800系に対して、この2形式では中間付随車にも設置し、1編成に複数のテレビカーを含むようになった。1971年に導入された3000系 (初代)からはカラーテレビとなった。3000系 (初代)ではテレビの設置車両は京都方制御車1形式であったが、この車両を含む3両もしくは4両を1ユニットとして、深夜を除き2ユニット（3両+3両、または3両+4両）を1編成として運行されていたため、1編成中に2両のテレビカーを持つという点は1900系と同じであった。1989年に登場した8000系は、1編成に中間付随車1両のみの設置となるとともに、「テレビカー」の表記が従来の朱書きから、着色のないステンレスの切り抜き文字に変更された。
1990年代に入ると、3000系 (初代)は1編成を残して8000系への置き換えによって廃車が進んだ。残った3000系 (初代)1編成は1995年に実施された車体更新時に、テレビの設置車両を8000系に合わせて中間付随車1両に変更し、側面の「テレビカー」の文字色を8000系のステンレス切り抜き文字に類似したシルバーグレーに改めた（塗装による表記という点は従来通り）。さらに2008年6月に形式変更により、8000系30番台となった。これら8000系がテレビカーの形式としては京阪で最後となった。
2009年に後述するテレビの撤去が開始される前は、8000系11編成にテレビが設置されていた（うち1編成は、3000系 (初代)から編入した30番台）。テレビは編成の中ほど5号車の京都方車端、電話室横に設置されていた。

### 終焉
2008年6月から2012年度までに実施される8000系全編成の内外装の変更に伴いテレビカーのロゴが変更（四角形の中に「TV」、その右に小さめの文字で「テレビカー」と表記）され、扉の横に表示されることとなった。しかし、ロゴ変更作業開始後の2009年3月、「時代の変化」によりその使命を終えたとして、2011年までに順次テレビを撤去することが発表され、京阪は8000系特急車のリニューアルに着手した。当初予定された2011年度中には撤去が完了しなかったが、最初から8000系として製造された10編成については2012年7月に撤去工事が完了し、残った3000系 (初代)の30番台1編成が2013年3月31日をもって営業運転を退いたことで、京阪のテレビカーは運行を終了した。30番台車は運行終了まで内外装変更が行われなかったため、「テレビカー」の表示は最後まで側面窓上のものが残された。

### テレビ設備の変遷
初期においては大阪と京都では電波の指向の違いから乗務員がアンテナを操作していたが、のちにダイバーシティ方式に変更されたため、この操作は不要となった。
アナログ放送を受信していた当時は、送信所のある生駒山を見通せない男山沿いの八幡市駅（現在の石清水八幡宮駅） - 橋本駅間近辺などで映像が乱れることもあった。また、地下区間ではLCX方式での受信であった。
当時は原則的に日本放送協会（NHK大阪放送局）の総合テレビを受信していたが、車掌の判断や乗客の要望によりプロ野球阪神戦中継など他の在阪VHF波およびUHF波を受信することもあった。
1992年からはBSアンテナを設置し、おもにNHK衛星アナログ放送を受信していた が、電波を遮られる場所では画像が途切れていた。
受信しているチャンネルの音声をラジオ放送で流す車両もあった。
2011年7月24日のアナログテレビの放送終了に向けて、車両に搭載する受信設備を地上デジタル放送対応の物に交換する作業が行われ、2006年10月6日に完了した（ただし、地下区間はアナログ停波まで従来どおりアナログ放送を受信した。停波から運行終了までは地下区間でのテレビ受信を取りやめた。このほか、中之島線には地上設備自体が設置されなかった）。また、従来のブラウン管テレビから32形の液晶テレビへの交換も進められ、2007年7月30日に完了したことが発表された。
テレビのメーカーは、アナログ受像器時代は沿線の大阪府門真市に本社を置く松下電器産業（現在のパナソニック）が協力していた経緯もあり、同社製のものを採用していた。上記の理由でのテレビ本体の交換により、京都産をアピールしている三菱電機製（沿線ではないが京都府長岡京市で生産している）「REAL」が最後の使用機材となった。
NHKとの受信契約は、衛星系のみを受信する場合、「衛星契約」ではなく「特別契約」が適用された。

### 他社に譲渡されたテレビカー車両
3000系 (初代)の一部編成については1991年から富山地方鉄道に譲渡されて10030形となり、ここでもテレビは偶数車のみにUHF対応・VTR設置の上で当時の松下電器産業の最新鋭機種「画王」に交換されたが、1996年のワンマン化改造に伴い運賃表を取り付けたため撤去された。その後、2012年になって1編成を京阪時代の塗装に再度変更するとともに、連結面の貫通扉上にシャープ製の液晶テレビ「AQUOS」を設置。同年8月17日よりNHK・KNB・BBT・TUTの番組の放映を開始した。
1996年ごろからはさらに大井川鉄道（現・大井川鐵道）にも譲渡されて3000形となった（2014年2月で営業運行終了）が、こちらは譲渡時にテレビを撤去している。

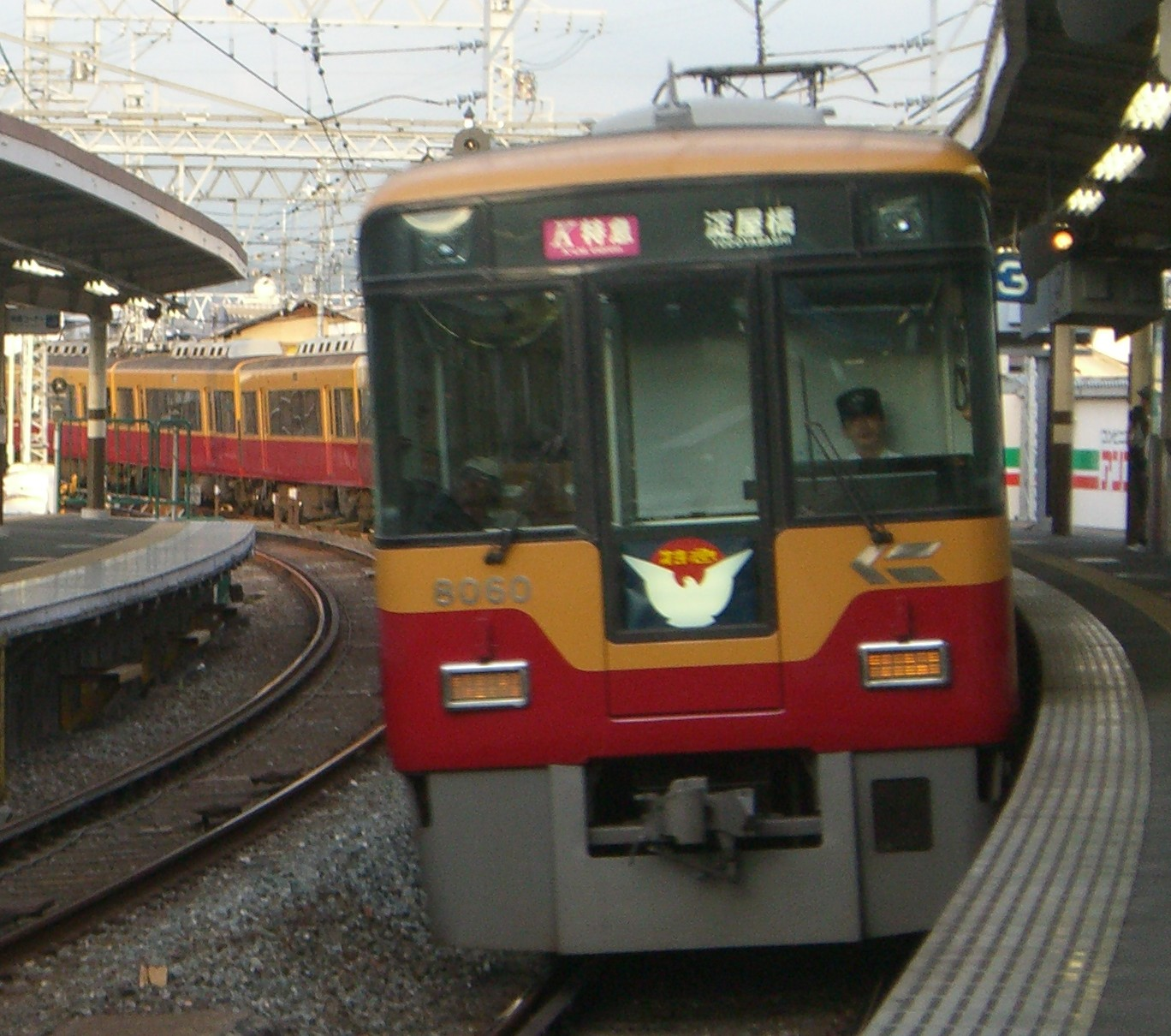
京阪8000系0番台（旧塗色）
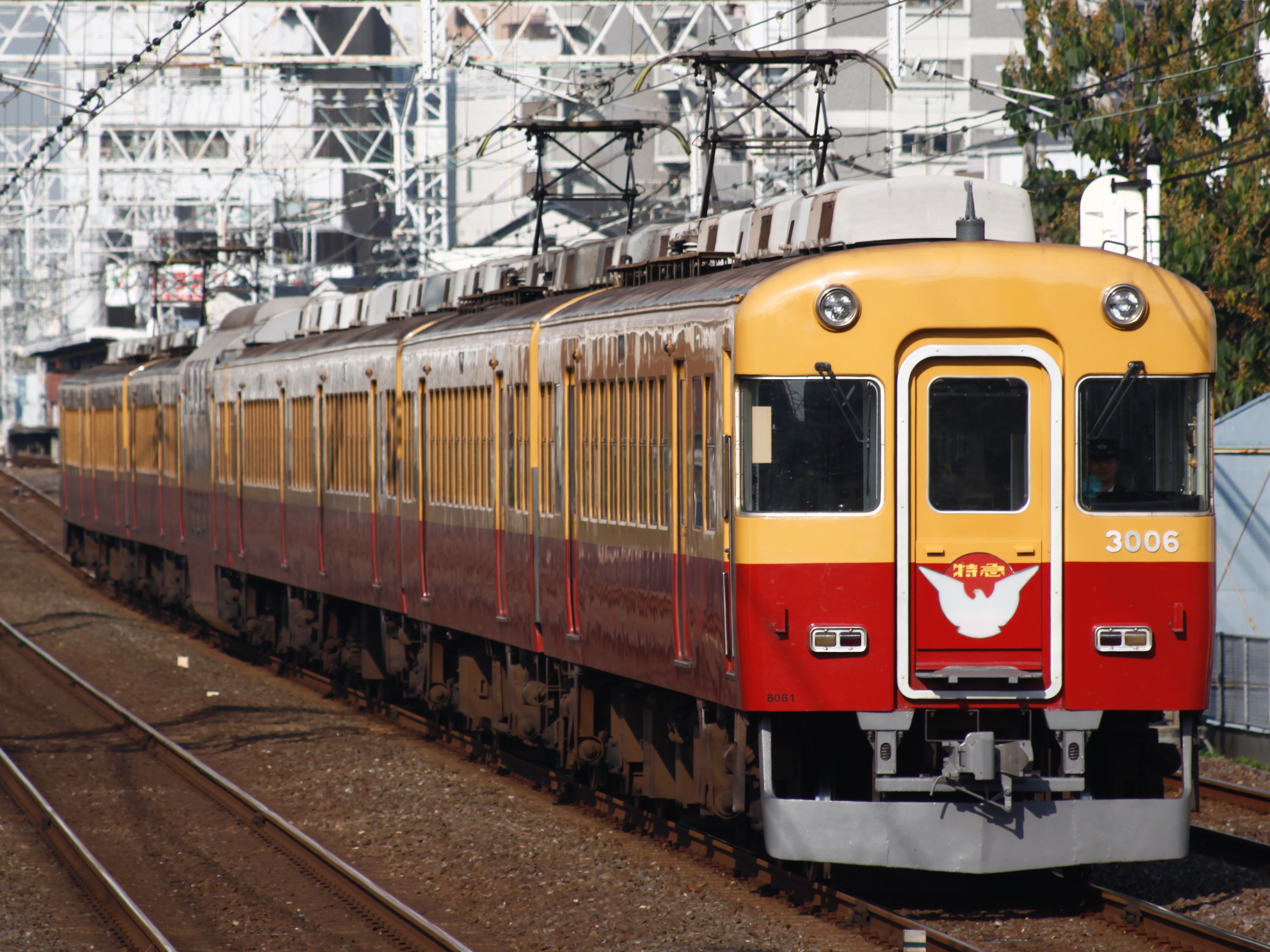
京阪8000系30番台（3000系 (初代)、京阪最後のテレビカー連結編成）
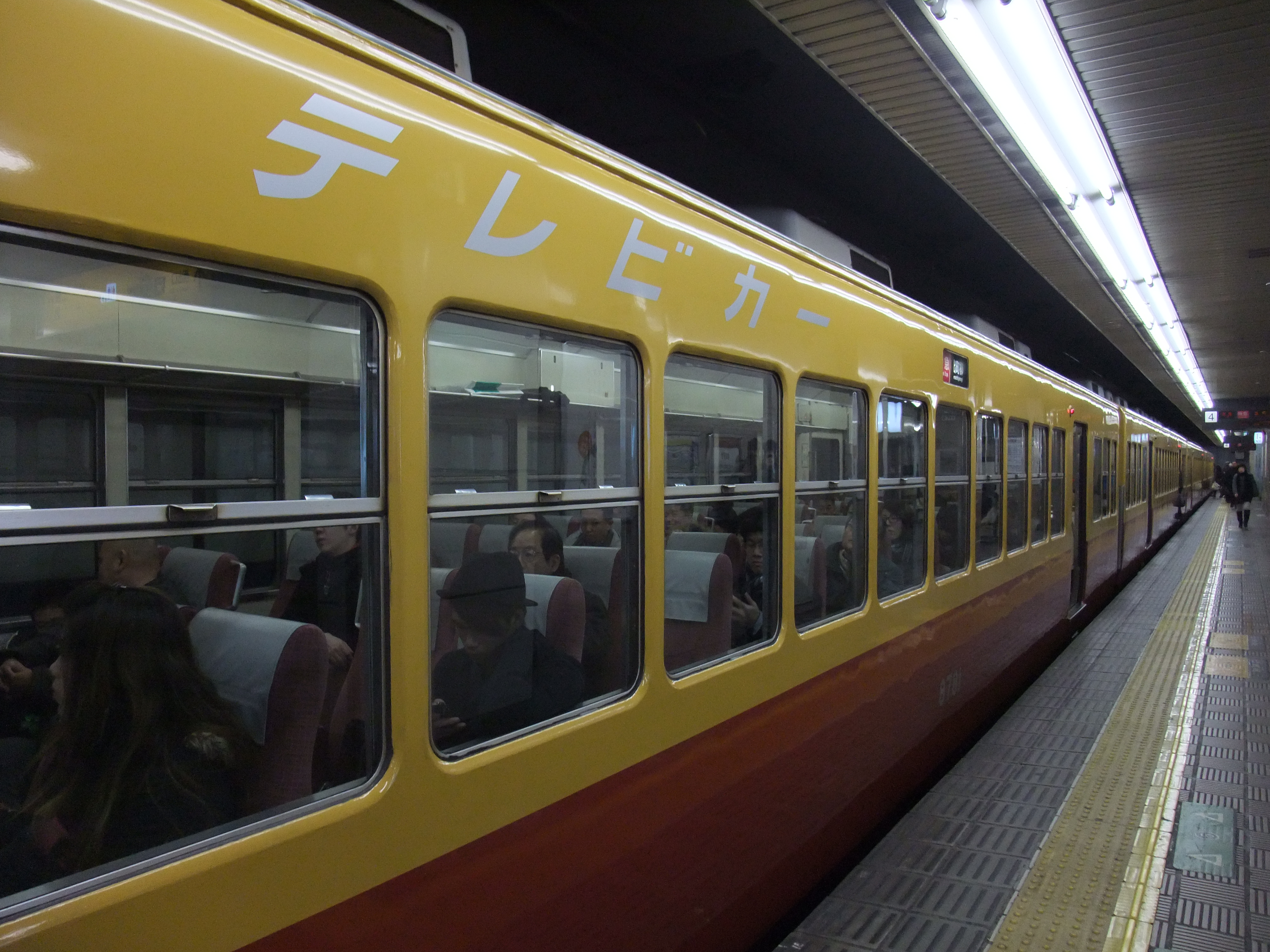
京阪最後のテレビカー
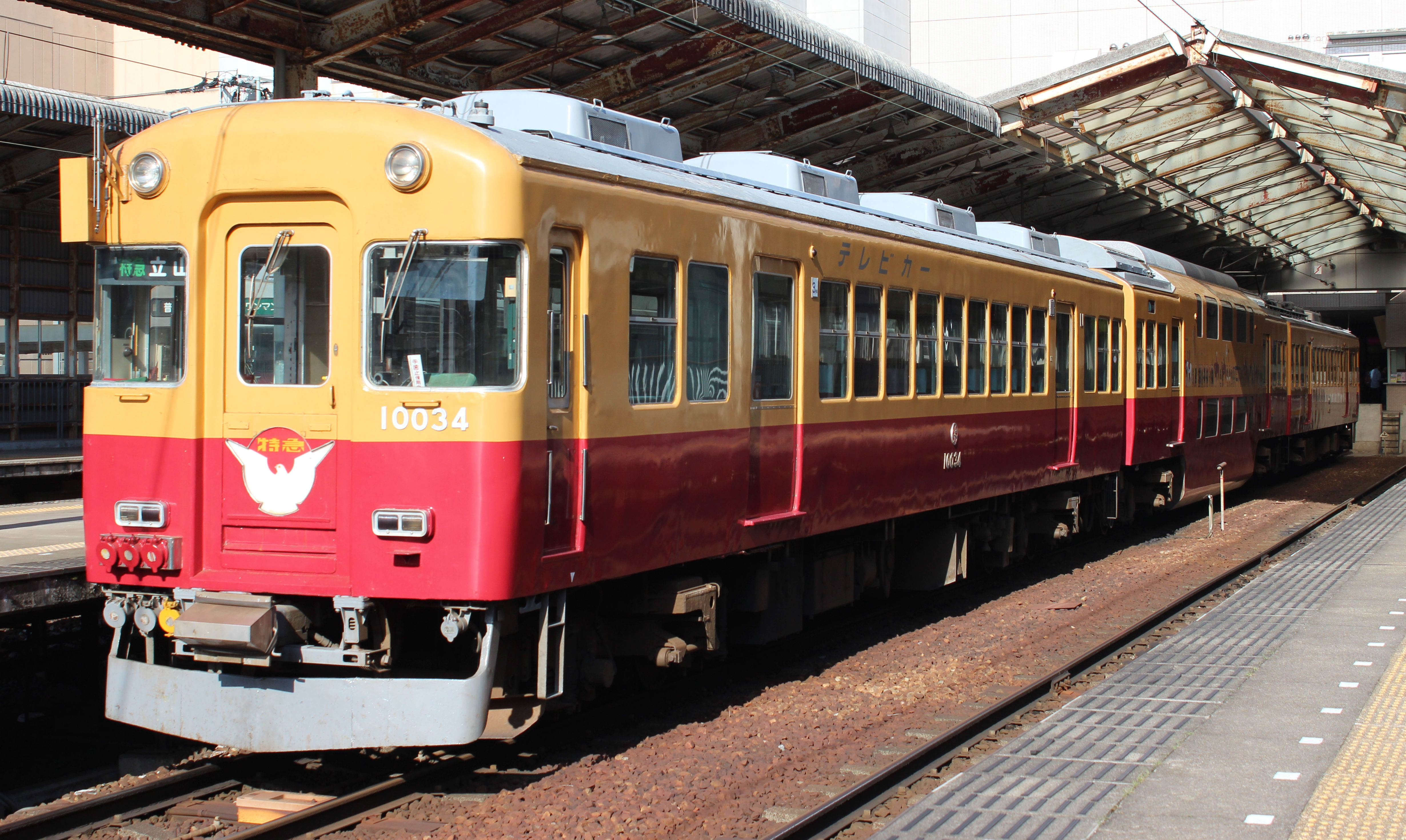
富山地鉄10030系でのテレビカー
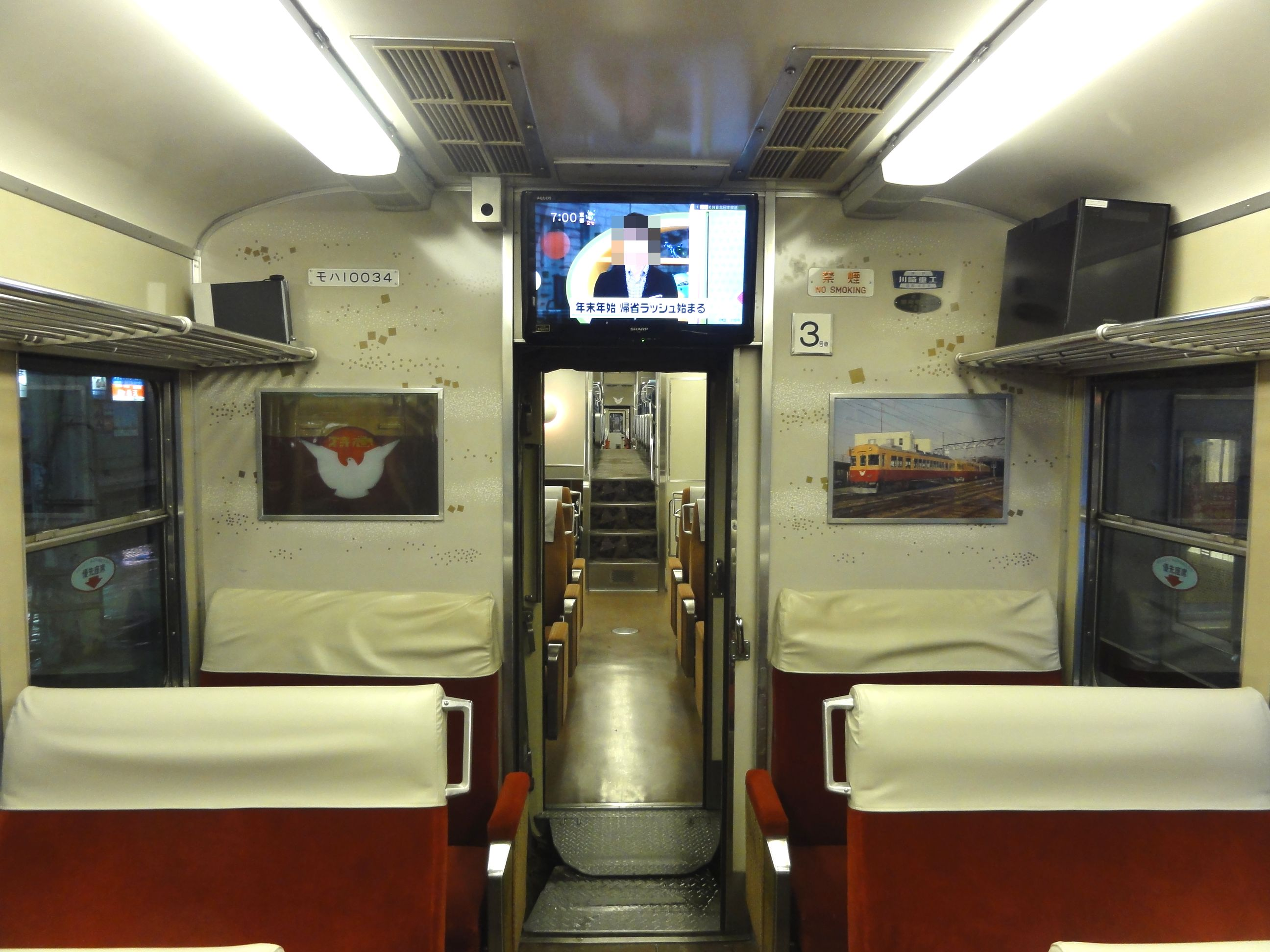
富山地鉄10030系に設置されたシャープ製の液晶テレビ

## 京阪以外のテレビ設置車両

### 京成電鉄
京成電鉄では、1954年春に日本テレビ放送網（日本テレビ）の協力により、RCA製白黒テレビ受像機を開運号専用車両であった1600形や、開運号の予備車および臨時特急用の車両であった1500形に設置し、これが日本で最初のテレビ付き車両であった。
1954年の設置当時は放送時間が短かった ことから、開運号との運転時間とは必ずしも合致せず、開運号ではテレビの放映を行わず、臨時の夏期納涼列車として千葉線で運行された際に評判を得ていたという。この夏期納涼列車では当時人気の高かったプロレス中継を放映していたことから「プロレス電車」とも呼ばれた。なお、1950年代後半から1960年代前半に掛けて放送時間が拡大され、日本テレビに限らず各テレビ放送局が昼間時や夜間の放送を行うようになったことから、後に開運号や臨時特急の車内でも放映されるようになった。
京阪で問題となった電波受信については、京成の線形が電波受信に都合が良かったことや、当時の京葉間は埋め立て前で路線が海岸沿いであった事もあり、問題とされなかったものの、京成津田沼駅以東では電波受信難の区間が存在した。
1500形は1963年の、1600形は1967年の一般車への格下げの際に白黒テレビ受像機を撤去された。

### 近畿日本鉄道
近畿日本鉄道では、近鉄特急利用者への旅客サービス向上策を模索する目的での試験の一環として、10100系（ビスタカー）の第3編成（A編成の10103F）を使用して1967年夏季の3ヶ月間に営業列車で実用化を前提とした試験を行ったが、当時の大阪線山間部（主に布引山地周辺）での電波受信能力の関係で不採用となり、営業列車でのテレビ放送サービスは実現されなかった。
先行していた京成と京阪とは異なり、日本のテレビカーでは初めてカラーテレビ受像機を搭載した。
10100系のテレビ受像機はモ10103にソニー、サ10203に三菱電機、モ10303に東芝製のテレビ受像機を各車2台ずつ設置していた。この時、モ10303の屋根にテレビアンテナを2台搭載したが、四角状のFRP製のカバーで覆われていた。
近鉄がこの試験時にどの放送局の電波を受信していたか、あるいは複数の放送局の放送をしていたのかまでについては、明確な資料が公開されていないため不明であるが、布引山地を境に大阪側（近畿広域圏）と名古屋側（中京広域圏）との放送局の電波が分離されているため、両地区に跨って運転する特急列車の場合は、電波とチャンネルの切り換えが必須であった。
その後、1997年に廃車直前であった特急用の11400系で衛星放送の受信試験を試運転で実施していた。この試験結果についても明確な資料がないため不明である。衛星放送についても、試験終了後から長らくの期間にわたって採用されていなかったが、16年後の2013年に就役した50000系（しまかぜ）でようやく採用された。

### JR各社・小田急電鉄
現在は取り外されたが、かつてのJR各社では651系（JR東日本）・681系（JR西日本）や、371系（JR東海）、小田急電鉄の20000形「RSE」のグリーン車（小田急線内での呼称はスーパーシート）の座席の肘掛けに、収納型の液晶テレビが搭載されており、NHKのアナログ衛星放送を視聴する事ができた。
また、日本テレビと松下電器（当時）・JR東日本の3社共同で、トレインチャンネルを活用したスポーツ中継（巨人戦及び箱根駅伝）番組を放映する実験が行われていたことがある。
「テレビカー」の定義からは外れるが、2010年3月まで285系「サンライズ出雲・瀬戸」ではA個室「シングルデラックス」内に小型のテレビを装備しており、衛星放送を視聴できた（ただし、電波の届かないトンネル内などでは視聴不可である）。

### その他
- 富山地方鉄道

前記10030形以外にも富山軌道線7015号（北日本放送の全面広告車）の車内において、2005年6月2日から12月末までの予定で豊田中央研究所と松下電器産業のシステムを用いた地上デジタルテレビ放送の受信デモが実施され、これが世界初の公共交通機関におけるハイビジョン受信となった。同車でのテレビ受信はデモ予定期間終了後も続いたが、2008年7月に終了し、機材は撤去された。
- 筑豊電気鉄道

3000形の登場初期に一部編成でNHK北九州放送局の番組を放映するテレビが運転台後部に設置されていた車両もあった。一方、テレビを放送しない編成は2000形と同様に案内とコマーシャル映像を放映するビデオが設置されている車両がある（後に、一部編成では撤去されている）。
- 富士急行

1000系の1206 - 1208の編成は特急「ふじやま」号専用仕様車（座席カバー・テレビ付き）に改造されたが、「フジサン特急」用の2000系の登場後は各駅停車用に格下げされた。ただし、格下げ後も特急用予備編成を兼ねているためテレビは撤去されておらず、同形式の検査時には特急運用に就くこともあった。
- 京福電気鉄道（嵐電）

NHK京都放送局による地上デジタル放送キャンペーンのため、モボ2001形の2002号車に液晶テレビが2台設置された。
- 長崎電気軌道

3000形を含めた一部の車両には液晶テレビが設置され、長崎放送やNHK長崎放送局などによるワンセグ放送や地上デジタル放送が行われていた。

## ビデオ上映
1980年代の日本国有鉄道（国鉄）では、九州地区の特急「有明」用の485系や北陸地区の急行「能登路」用のキハ58系にスクリーンを設置し、映画や観光案内を放映した事がある。
1990年代初頭の山陽新幹線では、100系「グランドひかり」のグリーン車に収納型の液晶テレビを搭載した（使用可能区間は博多駅 - 西明石駅間付近）ほか、0系の一部客室を改造した「シネマカー」を連結していた。

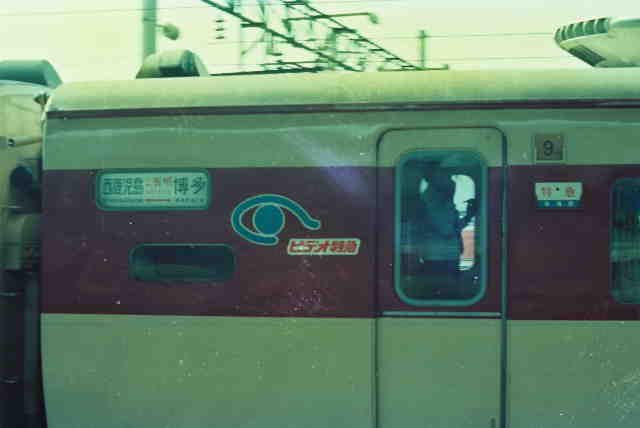
特急「有明」に連結されていたビデオ特急のマーク